# فوميكو هاياشي (كاتب)
فوميكو هاياشي (باليابانية: 林芙美子 ) (و. 1903 – 1951 م) هي روائية، وشاعرة، وكاتِبة، وكاتبة سيناريو يابانية، ولدت في شيمونوسكي، ياماغوتشي، توفيت عن عمر يناهز 48 عاماً.

## التعليم
تعلمت في Hiroshima Prefectural Onomichihigashi High School ‏.

## جوائز
حصلت على جوائز منها:
- Female Literary Award  [لغات أخرى]‏ (1948).

## وصلات خارجية
- فوميكو هاياشي على موقع IMDb (الإنجليزية)
- فوميكو هاياشي على موقع الموسوعة البريطانية (الإنجليزية)
- فوميكو هاياشي على موقع قاعدة بيانات الفيلم (الإنجليزية)
- فوميكو هاياشي في قاعدة بيانات الأفلام على الإنترنت